# Box-Weltcup 1987
Die 5. Wettkämpfe der Herren des Box-Weltcups fanden im Jahr 1987 vom 26. bis zum 31. Oktober in Belgrad statt.

## Medaillengewinner
| Klasse                               | Gold                              | Silber                             | Bronze                                            |
| Halbfliegengewicht (– 48 Kilogramm)  | Krasimir Cholakov Bulgarien       | Nschan Muntschjan Sowjetunion      | Maurice Maina Kenia Juan Torres Odelin Kuba       |
| Fliegengewicht (– 51 Kilogramm)      | Kim Kwang-sun Südkorea            | Andreas Tews DDR                   | Adalberto Regalado Kuba Lika Abedin Jugoslawien   |
| Bantamgewicht (– 54 Kilogramm)       | Manuel Martinez Kuba              | René Breitbarth DDR                | Ljubiša Simić Jugoslawien Stephen Mwema Kenia     |
| Federgewicht (– 57 Kilogramm)        | Arnaldo Mesa Kuba                 | Dragan Konovalov Jugoslawien       | Mechak Ghasarjan Sowjetunion John Wanjau Kenia    |
| Leichtgewicht (– 60 Kilogramm)       | Julio Gonzales Kuba               | Emil Chuprenski Bulgarien          | Orsubek Nasarow Sowjetunion Patrick Waweru Kenia  |
| Halbweltergewicht (– 63,5 Kilogramm) | Wjatscheslaw Janowski Sowjetunion | Mirko Puzović Jugoslawien          | Kim Ki Taek Südkorea Candelario Duvergel Kuba     |
| Weltergewicht (– 67 Kilogramm)       | Siegfried Mehnert DDR             | Juan Carlos Lemus Kuba             | Robert Wangila Kenia Mujo Bajrovic Jugoslawien    |
| Halbmittelgewicht (– 71 Kilogramm)   | Enrico Richter DDR                | Viktor Egorov Sowjetunion          | Fatmir Makoli Jugoslawien Mohamed Orungi Kenia    |
| Mittelgewicht (– 75 Kilogramm)       | Ángel Espinosa Kuba               | Henry Maske DDR                    | Nusret Redzepi Jugoslawien Gee Kuen Kwak Südkorea |
| Halbschwergewicht (– 81 Kilogramm)   | Yuriy Vaulin Sowjetunion          | Damir Škaro Jugoslawien            | Pablo Romero Kuba Rene Ryl DDR                    |
| Schwergewicht (– 91 Kilogramm)       | Félix Savón Kuba                  | Arnold Vanderlyde Niederlande      | Ramsan Sebijew Sowjetunion Jimmy Peau Neuseeland  |
| Superschwergewicht (+ 91 Kilogramm)  | Ulli Kaden DDR                    | Wjatscheslaw Jakowljew Sowjetunion | Aziz Salihu Jugoslawien Chris Odera Kenia         |

## Medaillenspiegel
| Rang | Land        | Gold | Silber | Bronze | Gesamt |
| ---- | ----------- | ---- | ------ | ------ | ------ |
| 1    | Kuba        | 5    | 1      | 4      | 10     |
| 2    | DDR         | 3    | 3      | 1      | 7      |
| 3    | Sowjetunion | 2    | 3      | 3      | 8      |
| 4    | Bulgarien   | 1    | 1      | 0      | 2      |
| 5    | Südkorea    | 1    | 0      | 1      | 2      |
| 6    | Jugoslawien | 0    | 2      | 6      | 8      |
| 7    | Niederlande | 0    | 1      | 0      | 1      |
| 8    | Kenia       | 0    | 0      | 7      | 7      |
| 8    | Neuseeland  | 0    | 1      | 0      | 1      |
|      | Gesamt      | 12   | 12     | 24     | 48     |